# Synsphyronus pharangites
Espèce
Synsphyronus pharangites est une espèce de pseudoscorpions de la famille des Garypidae.

## Distribution
Cette espèce est endémique du Gascoyne en Australie-Occidentale. Elle se rencontre dans la chaîne du Cap.

## Description
Le mâle holotype mesure 2,72 mm et la femelle paratype 3,47 mm.

## Systématique et taxinomie
Cette espèce a été décrite par en Cullen & Harvey, 2021.

## Publication originale
- Cullen & Harvey, 2021 : « New species of the pseudoscorpion genus Synsphyronus (Pseudoscorpiones: Garypidae) from Australia. » Records of the Western Australian Museum, vol. 36, p. 33–65 (texte intégral).